# Cercopis scindens
Cercopis scindens är en insektsart som först beskrevs av Walker 1858.  Cercopis scindens ingår i släktet Cercopis och familjen spottstritar. Inga underarter finns listade i Catalogue of Life.